# Dorothy Kate Richmond
Dorothy Kate Richmond, llamada Dolla Dorothy Kate Richmond fue una pintora neozelandesa destacada por sus pinturas de plantas y paisajes. Nació el 12 de septiembre de 1861 en Auckland, Nueva Zelanda. Pasó la mayor parte de su infancia en Nelson. En 1873 su padre llevó a Dolla a Europa donde estudió arte y música en Londres y Dresde. Después de su regreso a Nueva Zelanda en 1903 se dedicó por completo a la pintura. Ella fue bien conocida por sus obras acuarelas de plantas, animales, y paisajes panorámicos. Murió en Wellington el 16 de abril de 1935.